# Ewald Oppermann

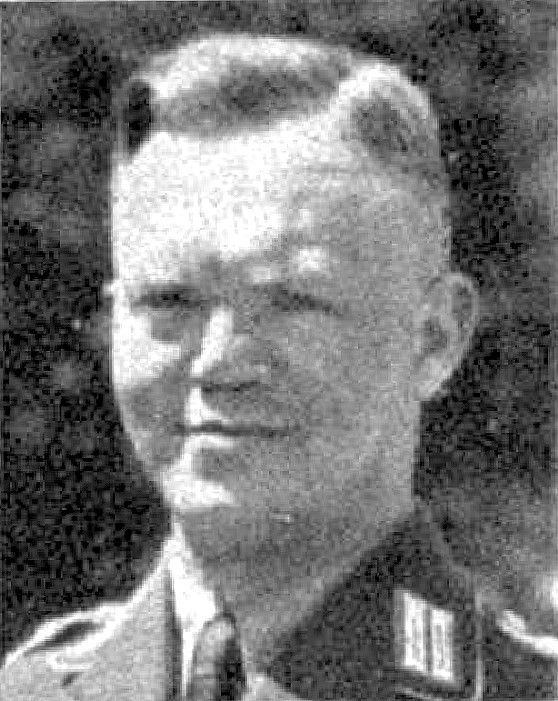
Ewald Oppermann

Ewald Oppermann (* 25. Februar 1896 in Königsberg; † 29. Januar 1965 in Bad Pyrmont) war DLV- und NSFK-Gruppenführer sowie Generalkommissar für den Generalbezirk Nikolajew im Reichskommissariat Ukraine.

## Erster Weltkrieg
Der gelernte Maurer trat am 4. August 1914 in das I. Rekruten Dep. Grenadier-Regiment 3 ein. Im Mai 1915 zum Leutnant der Reserve befördert folgten bis zum Februar 1917 ständige Versetzungen und Kommandierungen zu unterschiedlichen Infanterie-Regimentern. Am 19. Februar 1917 gelang es Oppermann, zur Fliegertruppe versetzt zu werden und eine Beobachter-Ausbildung bei der Fliegerbeobachterschule Köln-Butzweilerhof zu erhalten. Seit dem 31. Mai 1917 im Frontdienst bei der Fliegerabteilung 202 (A), gefolgt von einer Kommandierung zur Fliegerabteilung 13, wurde Oppermann am 15. September 1917 durch ein Flakgeschoss verwundet und anschließend aus der Frontverwendung abgezogen.

## Zwischen den Weltkriegen
In den Nachkriegsjahren betätigte sich Ewald Oppermann als Bauunternehmer in Königsberg. Der Kontakt mit der Luftfahrt wurde über einen Aufsichtsratposten in der reichswehrnahen Ostpreußischen Sportflug GmbH gesichert.
Zum 1. Januar 1930 trat er der NSDAP bei (Mitgliedsnummer 200.885). Seit dem 1. April 1933 bekleidete er den Posten des Fliegerlandesgruppenführers der Gruppe I Ostpreußen des Deutschen Luftsport-Verbandes (DLV). Bis zur Enttarnung der Luftwaffe am 1. April 1935 und der damit verbundenen Umwandlung des DLV in die militärische Luftgaureserve, wurde hier unter dem Deckmantel eines „zivilen“ Vereins, das breite Fundament (Ausbildung von Flugzeugführern, Beobachtern, Technischem Personal etc.) der deutschen Luftwaffe gelegt. Am 1. April 1935 reaktiviert, erfolgte am 1. Juli 1935 die Beförderung zum Hauptmann d. R. begleitet von jährlich abzuleistenden Reserveübungen. Der nach der Liquidierung des alten DLV bzw. Luftgaureserve erfolgten Gründung des Nationalsozialistischen Fliegerkorps (NSFK) am 1. April 1937 blieb Oppermann in seiner Funktion als Gruppenführer, dem zweithöchsten Rang in der NSFK, treu.

## Zweiter Weltkrieg
Nach Kriegsausbruch erfolgten Kommandierungen als Kommandeur der Flugzeugführerschule Seerappen, und im Juni 1940 als Erster Generalstabsoffizier (Ia) beim Lehrgeschwader 1. Am 20. April 1941 zum Oberstleutnant d. R. befördert, wurde Oppermann ab dem 15. Dezember 1941 für Sondereinsätze des Reichskommissars Erich Koch gestellt. Als neuernannter Generalkommissar für den Generalbezirk Nikolajew im Reichskommissariat Ukraine soll Oppermann auch für die Ermordung der jüdischen Bevölkerung des Generalbezirks mitverantwortlich zeichnen.
Bis zu seiner Rückkehr im August 1944 übernahm der Stabschef der NSFK-Gruppe I Fritz Boltenhagen (1905–1981) die Führung der Gruppe Ostpreußen. Am 1. September 1944 erfolgte eine letztmalige Beförderung zum Oberst d. R.
Nach der gemeinsamen Flucht mit Reichskommissar Koch über die Ostsee, wurde Oppermann 1945 im Internierungslager Neumünster inhaftiert.

## Nachkriegszeit
In der Nachkriegszeit nach dem Zweiten Weltkrieg in Deutschland fand er eine Betätigung als Abbruchunternehmer in Oldenburg (Oldenburg), wozu ihm sein alter Weggefährte Waldemar Magunia aus Oldenburg verholfen haben dürfte. Ende der 1950er Jahre kam er nach Wuppertal, der Heimat Erich Kochs.
Oppermann starb kurz vor seinem 69. Geburtstag in Windeck.

## Weitere Ämter
- Leiter vom Reichsbund des Deutschen Baugewerkes in Berlin
- Vorsitzender des Gaugerichts der NSDAP in Ostpreußen.
- Mitglied des Preußischen Landtags (1932–1933)
- Mitglied im Reichstag (Zeit des Nationalsozialismus) (12. November 1933)